# Woodinville (Washington)
Woodinville est une ville du Comté de King dans l'État de Washington, au nord-est de Seattle.
La population était de 10 938 habitants en 2010.